# Paolo Suárez
Rodolfo Paolo Suárez Díaz (Montevideo, 6 de mayo de 1980) es un exfutbolista uruguayo, nacionalizado salvadoreño desde 2011. Jugó como delantero en el Asociación Deportiva Isidro Metapán de la Primera División de El Salvador.

## Trayectoria
Inició su carrera en el fútbol en la Escuela Urrutia, y posteriormente ingresó a las categorías inferiores del Club Atlético Basáñez, equipo con el que debutó de manera profesional en 1997. El año 2001 formó parte de las filas del Maldonado, pero retornó al Atlético Basañez el 2002.
El 2003 se trasladó a Colombia y jugó para el Santa Fe Corporación Deportiva. Tras retornar por tercera ocasión a Basañez, el año 2005 se trasladó a la Primera División de El Salvador, donde jugó para el Isidro Metapán los Torneos Apertura 2005, y  Clausura 2006. Posteriormente, estuvo un breve período con el FAS, pero retornó a Isidro Metapán el Apertura 2007. 
Con el equipo metapaneco conquistó los títulos de campeón en los torneos Clausura 2007, Apertura 2008, Clausura 2009, Clausura 2010, Apertura 2010, Apertura 2011 y Apertura 2012. También el 2010 fue elegido como “Jugador del año” por El Diario de Hoy. El 9 de abril de 2011, alcanzó la cifra de 200 juegos en la liga mayor salvadoreña.
Suárez acabó su segundo periodo con el Isidro Metapán el 21 de enero de 2013, cuando firmó con el CSD Comunicaciones de Guatemala, para jugar en el  Torneo Clausura de ese año. En este certamen acabó campeón con el cuadro «crema», y colaboró con una anotación en el primer juego de la serie final contra Heredia Jaguares. Repitió el título el Torneo Apertura 2013, y nuevamente anotó contra Heredia Jaguares en el segundo juego a favor de los «merengues» de 3-1.
A nivel internacional ha participado en la Concacaf Liga Campeones, en las ediciones 2008-09, 2010-11, 2011-12 (4 goles), y 2013-14 (3 goles).

## Vida privada
Es el mayor de los cuatro hermanos Suárez, que se dedican al fútbol. Le siguen Luis Suárez, del Club Nacional de Football de la Primera División de Uruguay. Maximiliano Suárez, delantero del Universidad O&M FC de la Liga Dominicana de Fútbol, y Diego Suárez del Club Oriental de Football de Uruguay.
Su cuenta de Twitter es @psuarez80, donde cuenta con más de 30 mil usuarios. 
El 3 de noviembre de 2011 obtuvo la nacionalidad salvadoreña por decreto de la Asamblea Legislativa de El Salvador.

## Clubes
| Club                                | País        | Año         | Partidos | Goles |
| ----------------------------------- | ----------- | ----------- | -------- | ----- |
| Club Atlético Basáñez               | Uruguay     | 1996 - 2000 | 22       | 13    |
| Club Deportivo Maldonado            | Uruguay     | 2001        | 2        | 0     |
| Club Atlético Basáñez               | Uruguay     | 2002 - 2003 | 41       | 11    |
| Independiente Santa Fe              | Colombia    | 2003        | 8        | 2     |
| Club Atlético Basáñez               | Uruguay     | 2004        | 20       | 11    |
| Club Deportivo FAS                  | El Salvador | 2005 - 2007 |          |       |
| Asociación Deportiva Isidro Metapán | El Salvador | 2007 - 2008 | 6        | 6     |
| Centro Atlético Fénix               | Uruguay     | 2009        | 0        | 0     |
| Asociación Deportiva Isidro Metapán | El Salvador | 2009 - 2013 | 69       | 22    |
| Comunicaciones Fútbol Club          | Guatemala   | 2013 - 2015 | 102      | 22    |
| Asociación Deportiva Isidro Metapán | El Salvador | 2015        | 20       | 3     |
| Sonsonate Fútbol Club               | El Salvador | 2016        | 49       | 3     |
| Asociación Deportiva Isidro Metapán | El Salvador | 2017 - 2019 | 72       | 9     |

## Palmarés

### Trofeos nacionales
| Título          | Club              | País        | Año  |
| --------------- | ----------------- | ----------- | ---- |
| Torneo Clausura | AD Isidro Metapán | El Salvador | 2007 |
| Torneo Apertura | AD Isidro Metapán | El Salvador | 2008 |
| Torneo Clausura | AD Isidro Metapán | El Salvador | 2009 |
| Torneo Clausura | AD Isidro Metapán | El Salvador | 2010 |
| Torneo Apertura | AD Isidro Metapán | El Salvador | 2010 |
| Torneo Apertura | AD Isidro Metapán | El Salvador | 2011 |
| Torneo Apertura | AD Isidro Metapán | El Salvador | 2012 |
| Torneo Clausura | Comunicaciones    | Guatemala   | 2013 |
| Torneo Apertura | Comunicaciones    | Guatemala   | 2013 |
| Torneo Clausura | Comunicaciones    | Guatemala   | 2014 |
| Torneo Apertura | Comunicaciones    | Guatemala   | 2014 |
| Torneo Clausura | Comunicaciones    | Guatemala   | 2015 |

### Distinciones individuales
| Distinción                         | Año  |
| ---------------------------------- | ---- |
| Jugador del año - El Diario de Hoy | 2010 |